# Martin Dugard
Martin Robert Dugard (ur. 18 maja 1969 w Worthing) – brytyjski żużlowiec.

## Życiorys

### Kariera sportowa
Dwukrotny medalista Młodzieżowych Indywidualnych Mistrzostw Wielkiej Brytanii: złoty (Eastbourne 1989) i brązowy (Eastbourne 1988). Wielokrotny finalista Indywidualnych Mistrzostw Wielkiej Brytanii, w których zdobył trzy medale: srebrny (Coventry 1992) i dwa brązowe (Coventry 2000, Coventry 2001).
Uczestnik finału Indywidualnych Mistrzostw Świata (Bradford 1990 – XI m.). W latach 1998, 2000 i 2001 trzykrotnie startował z "dziką kartą" w eliminacyjnych turniejach cykli Grand Prix, w 2000 r. zwyciężając w Grand Prix Wielkiej Brytanii (został wówczas trzecim w historii zawodnikiem – po Tomaszu Gollobie i Marku Loramie – który zwyciężył w turnieju Grand Prix startując z "dziką kartą"). Wielokrotnie reprezentował Wielką Brytanię w zawodach o Drużynowe Mistrzostwo Świata, dwukrotnie zdobywając medale: srebrny (Coventry 2000) i brązowy (Kumla 1992).
W rozgrywkach o Drużynowe Mistrzostwo Polski startował w latach 1991–1996, reprezentując kluby: ROW Rybnik (1991), Motor Lublin (1992–1993), RKM Rybnik (1995) oraz GKM Grudziądz (1996). W lidze brytyjskiej był wieloletnim zawodnikiem drużyny Eastbourne Eagles.

### Życie prywatne
Ojciec Connora Dugarda i Kelseya Dugarda, którzy także próbowali swoich sił na żużlu.

## Mistrzostwa świata

### Starty w Grand Prix (Indywidualnych Mistrzostwach Świata na Żużlu)

#### Zwycięstwa w poszczególnych zawodach Grand Prix
| Nr | Dzień    | Rok  | Nazwa                        | Miejscowość | Tor              | Długość toru |
| -- | -------- | ---- | ---------------------------- | ----------- | ---------------- | ------------ |
| 1. | 29 lipca | 2000 | Grand Prix Wielkiej Brytanii | Coventry    | Coventry Stadium | 301m         |

#### Miejsca na podium
| Nr | Dzień    | Rok  | Nazwa                        | Miejscowość | Tor              | Miejsce | Punkty | Biegi           | Zwycięzca |
| -- | -------- | ---- | ---------------------------- | ----------- | ---------------- | ------- | ------ | --------------- | --------- |
| 1. | 29 lipca | 2000 | Grand Prix Wielkiej Brytanii | Coventry    | Coventry Stadium | 1.      | 25     | (2,3,3,1,3,3,3) | –         |

#### Punkty w poszczególnych zawodachGrand Prix
| Sezon | Numer | 1   | 2     | 3   | 4      | 5   | 6   | Msc. | Pkt. |
| ----- | ----- | --- | ----- | --- | ------ | --- | --- | ---- | ---- |
| 1998  | 24    | CZE | DEU   | DNK | GBR 2  | SWE | POL | 32   | 2    |
| 2000  | 23    | CZE | SWE   | POL | GBR 25 | DNK | EUR | 19   | 25   |
| 2001  | 23    | DEU | GBR 4 | DNK | CZE    | POL | SWE | 31   | 4    |

| Statystyki        | Statystyki |
| ----------------- | ---------- |
| Starty            | 3          |
| Zwycięstwa        | 1          |
| Miejsca na podium | 1          |
| Finalista         | 1          |
| Punkty            | 31         |